# Stictosomus semicostatus
Stictosomus semicostatus (лат.) — вид жуков-усачей из подсемейства прионин. Единственный представитель рода Stictosomus Распространён в северо-восточной Южной Америки — на севере Бразилии в штате Амапа и во Французской Гвинее.